# 侯執躬
侯執躬，字觐墀，號澹軒，河南歸德府商丘县人。明朝政治人物、進士出身。

## 生平
万历十六年（1588年）同從弟侯執蒲同中戊子科河南乡试举人，十七年（1589年）己丑科进士。兵部觀政，七月养病，十八年授中書舍人，二十一年养病，二十三年复职，二十五年四川主考鄉試，二十六年升任吏部主事，二十七年調文选司，二十八年升员外郎，調文选司，二十九年升郎中，調验封司，告病。三十五年十月以介直出爲湖廣荆南道副使，三十八年升按察使，三十九年加右布政使銜，四十二年升四川左布政使，清慎廉洁，积有公费银十万两，奏充饷，四十四年十月仕至光禄寺卿，四十五年乞終養卒。

## 家族
曾祖侯和。祖侯進。父侯瑀。堂兄侯執蒲，同科舉人。侄子侯恂、侯恪。